# 蒙特科尔维诺-普利亚诺
蒙特科尔维诺-普利亚诺（義大利語：Montecorvino Pugliano），是意大利萨莱诺省的一个市镇。总面积28.72平方公里，人口9938人，人口密度346.0人/平方公里（2009年）。ISTAT代码为065072。